# Gargara buruensis
Gargara buruensis är en insektsart som beskrevs av Schmidt 1926. Gargara buruensis ingår i släktet Gargara och familjen hornstritar. Inga underarter finns listade i Catalogue of Life.